# Abbaye de Perseigne
L'abbaye de Perseigne est une ancienne abbaye cistercienne, fondée en 1145, dont il ne reste que quelques pans de murs, située dans le nord du département français de la Sarthe dans la région des Pays de la Loire, aux portes de la forêt de Perseigne, du parc naturel régional Normandie-Maine, sur la commune de Neufchâtel-en-Saosnois. Ses ruines sont inscrites aux monuments historiques depuis le 4 octobre 1932,. Sur le plan matériel, la fondation était d'importance moyenne au sein de l'ordre cistercien. Elle a organisé son temporel aux XIIe et XIIIe siècles au moyen d'un réseau de granges qui a pu être reconstitué par prospection archéologique. Deux bâtiments agricoles ont laissé des vestiges significatifs.

## Implantation
L'abbaye de Perseigne est située dans la vallée de la Bienne, sur un petit affluent de cette rivière, juste en amont de deux plans d'eau créés par les moines, à environ 160 mètres d'altitude et à l'orée méridionale de la forêt de Perseigne. Elle est située environ à un kilomètre et demi au nord-est du village de Neufchâtel-en-Saosnois.

## Histoire

### Fondation
L'abbaye est probablement fondée en 1145 par Guillaume III Talvas, comte d’Alençon et baron du Saosnois. Elle est la première abbaye cistercienne fondée dans le Maine. La date de sa fondation relève d'une tradition largement postérieure, la charte de sa fondation conservée aux archives départementales de la Sarthe étant sans date,,.

### L'abbaye au Moyen Âge

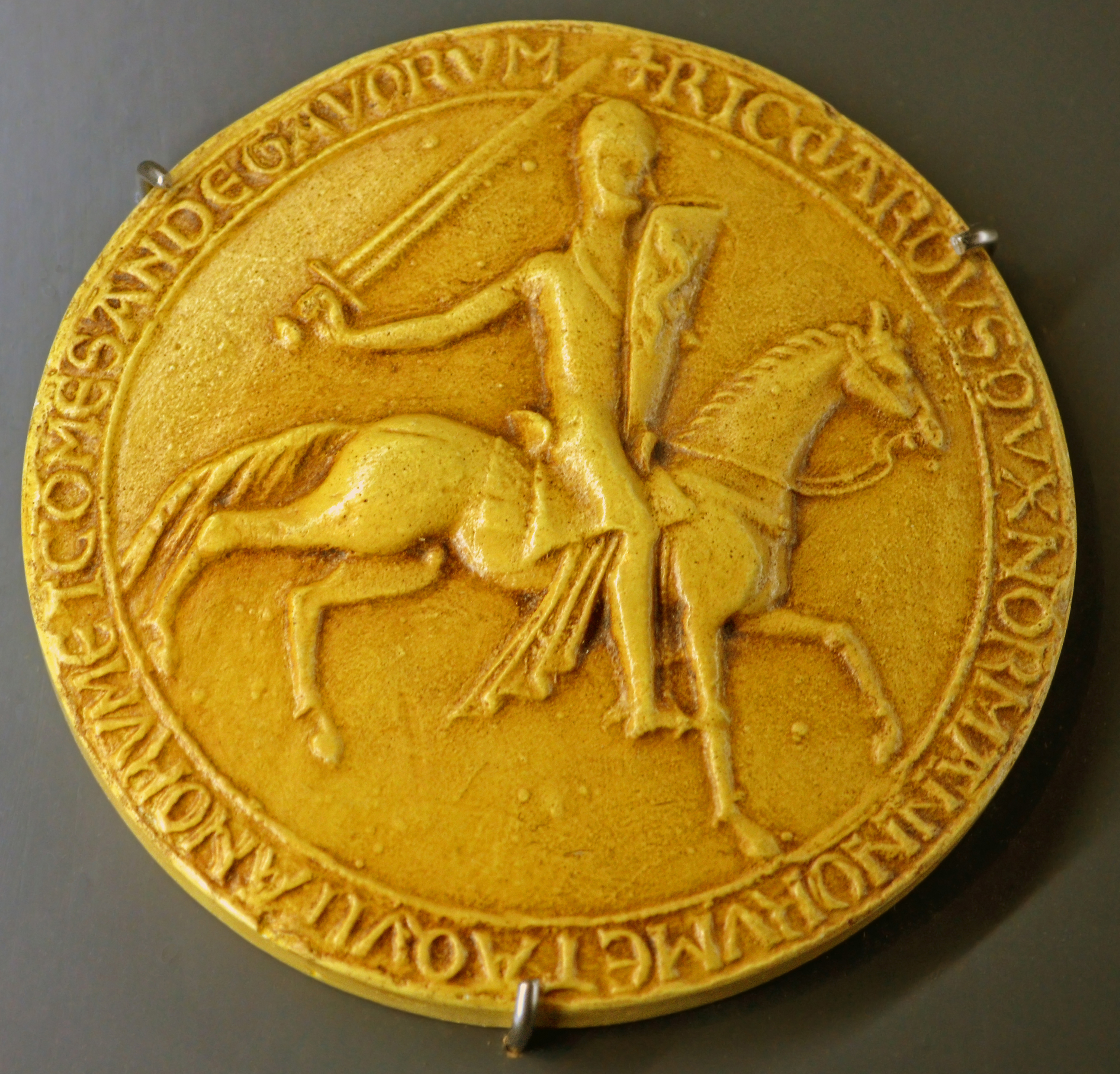
sceau de Richard cœur de Lion, le plus célèbre bienfaiteur de l'abbaye de Perseigne. Musée de Vendée - Les Lucs-sur-Boulogne, Vendée.

#### Une rapide prospérité
Rapidement, l'abbaye est récipiendaire de nombreux dons, qui enrichissent considérablement son patrimoine. Le comte Guillaume veut en effet assurer la subsistance de l'abbaye qu'il a fondée. La charte de fondation indique que les donateurs lui octroient un territoire important, situé dans sa majorité sur la paroisse de fondation : Neufchâtel-en-Saosnois. L'abbaye reçoit alors les terres de la Ragonnière, la grange d’Antenoise, quelques vignes du comte et leurs dépendances. Ce patrimoine foncier est suffisant pour que les moines de l'abbaye puissent vivre en toute indépendance. Les premières donations à l'extérieur de la paroisse sont également importantes, puisqu'elle contiennent sept terres contenant elles-mêmes quatre granges. Les moines disposent également de la haute et basse justice sur leurs terres. Guillaume III Talvas leur octroie également le droit de clôturer leurs terres et un droit d'usage complet sur plusieurs forêts : Perseigne, d’Écouves, de Bourse et de Blève. L'ampleur des dons du comte justifient le peu d'empressement de son fils Jean Ier à poursuivre cette politique.
En revanche, à partir de 1188, la renommée de l'abbé Adam (voir ci-dessous) et la prodigalité du nouveau comte Robert Ier, mais aussi de Richard Cœur de Lion amène une nouvelle succession de donations : granges de Blanchelande, de Sèche-Noë, de Colombiers et de La Chaussée. Des possessions sont confirmées, des granges sont construites sur des terrains donnés nus ; en tout, l'abbaye de Perseigne possède dix-huit granges en 1198. La règle cistercienne concernant les granges, du moins jusqu'en 1255, est que chacune ne soit éloignée de l'abbaye que d'un jour de marche au maximum, afin que les convers y travaillant puissent assister à l'office du dimanche à l'abbatiale ; seules quatre des granges de Perseigne sont situées un peu au-delà de trente kilomètres de la maison-mère, ce qui ne contrevient pas à la règle. La plus vaste grange, Malèfre, dessert un terroir de 173 hectares ; la plus petite, la Moinerie, 10 hectares.
La vie intellectuelle y est également particulièrement florissante dans les premiers temps. Le moine Thomas de Perseigne (aussi appelé Thomas le Cistercien) vint y composer dans les années 1165-1189 un Commentaire du Cantique des Cantiques qui connut un large succès dans tout l'Occident (on en connaît quatre-vingt-sept copies).

#### L'abbatiat d'Adam de Perseigne
L'abbé Adam de Perseigne, dont une trentaine de lettres nous sont parvenues, servit de relais entre la papauté romaine, la Bourgogne cistercienne et la royauté anglaise.
La personnalité d'Adam de Perseigne en fait une des figures médiévales marquantes de tout l'ordre cistercien. D'origine probablement champenoise, il devient assez jeune le chapelain de Marie de Champagne. Religieusement il se cherche: il est tout d'abord chanoine régulier avant d'entrer chez les bénédictins (il aurait été bibliothécaire de l'abbaye de Marmoutier) pour enfin passer chez les cisterciens. Il aurait fait son noviciat à Pontigny. Il est envoyé (ou élu?) comme abbé à Perseigne en 1188.
La renommée d'Adam en fait un plénipotentiaire apprécié des autorités ecclésiales pour faire cesser les conflits notamment religieux. Ainsi, en 1204, Adam est appelé par l'évêque du Mans Hamelin pour restaurer l'entente et la discipline au sein du chapitre de Saint-Martin de Tours, puis par Luc, évêque d'Évreux, pour corriger des déviances pastorales dans les paroisses rurales du diocèse. En 1207, l'évêque de Coutances Vivien de l'Étang et l'abbé de Savigny l'appellent conjointement pour tenter de mettre fin aux désordres provoqués dans l'abbaye du Mont-Saint-Michel par, ou du moins sous l'abbatiat de, Jourdain ; les troubles persistant, l'affaire remonte jusqu'au pape, et c'est Innocent III qui appelle lui-même Adam à tenter une nouvelle ambassade ; en parallèle, le pontife demande aussi à l'abbé de Perseigne une enquête sur l'évêque de Sées Sylvestre.
Cette multiplication de missions diplomatiques ou pastorales ne se fait pas complètement sans contrepartie ; en échange de ses diverses interventions, Adam obtient d'Hugues de Morville que l'évêque investisse dans la construction d'une édifice « vaste et coûteux » : cependant, l'absence de précisions ne permet pas de savoir s'il s'agit d'une construction monastique liée à Perseigne ou à une autre abbaye cistercienne, ou bien de la cathédrale de Coutances elle-même, qu'Hugues rebâtit effectivement.
Adam n'est pas le seul moine connu de son époque ; sous son abbatiat (au moins partiellement) s'illustre également Thomas de Perseigne, mort en 1190, et connu en particulier pour son commentaire sur le Cantique des Cantiques, rédigé entre 1170 et 1189, ainsi que pour son De Praeparatione cordis,.

#### L'abbaye après Adam
On peut toutefois dater la fin de cette prospérité, ainsi qu'expliquer cette abondance de dons : si l'abbaye reçoit autant de terres tout à la fin du XIIe siècle, c'est aussi la conséquence de huit années consécutives de mauvaises récoltes (1193-1201), les donateurs ayant essayé par ce biais de subvenir quand même aux besoins de la communauté durement atteinte (au point qu'une dispersion des moines a été temporairement effectuée). Au cours de la première moitié du XIIIe siècle, cette politique de dons, après l'afflux considérable des premières années de l'abbatiat d'Adam, ralentit fortement ; à partir de 1265, elle s'arrête complètement, comme c'est le cas pour la presque totalité des abbayes du nord-ouest de la France. Entretemps, c'est l'abbaye elle-même qui a pris le relais et qui achète des terres depuis 1222.

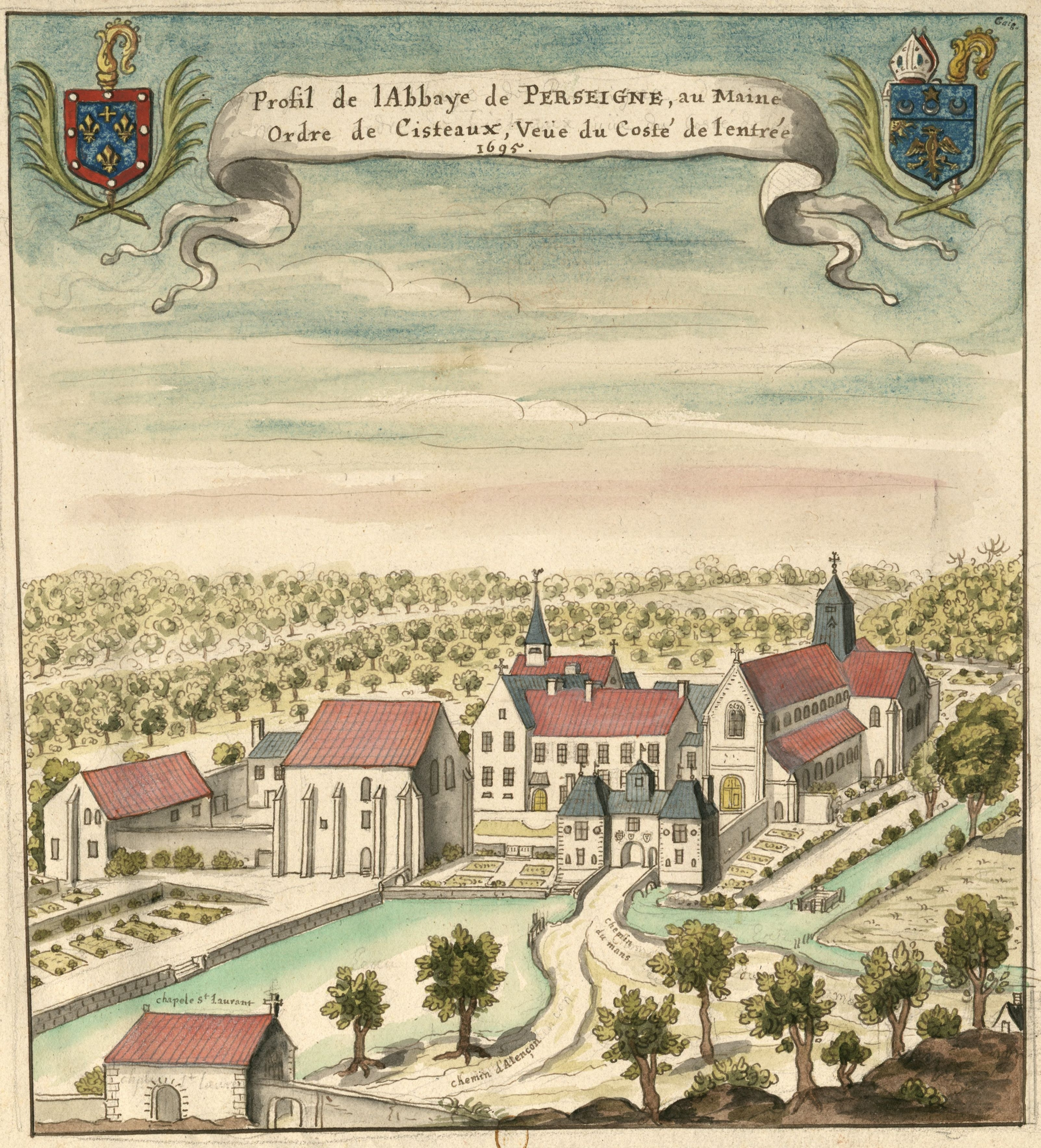
L'abbaye dessinée par Louis Boudan vers 1700.

Les relations avec les seigneurs locaux sont également plus difficiles. En particulier, Jean III d'Harcourt n'est pas dans une logique de cordialité mais de compétition avec l'abbaye ; son acharnement va jusqu'au vol et à la destruction de possessions monastiques, ce qui lui vaut une condamnation de Philippe de Valois, alors encore comte du Maine, en 1325 ; cependant, la condamnation n'entraîne pas reconstruction, d'autant que les troubles liés à la guerre de Cent Ans empêchent ces reconstructions ; une charte de Pierre II d'Alençon datée de 1367 témoigne de l'état de délabrement de l'abbaye à cette date.
Par contre, on n'observe pas, comme dans d'autres régions, de concurrence particulière avec d'autres abbayes cisterciennes proches. La plus proche, celle de Tironneau, n'est qu'à dix-huit kilomètres au sud, mais les granges monastiques n'entrent pas en compétition. Les abbayes de l'Épau et de Champagne, situées respectivement à une quarantaine de kilomètres au sud et à une trentaine au sud-ouest, ont encore moins de possessions proches ; et, le cas échéant, la cohabitation est paisible.

## Description du bâti

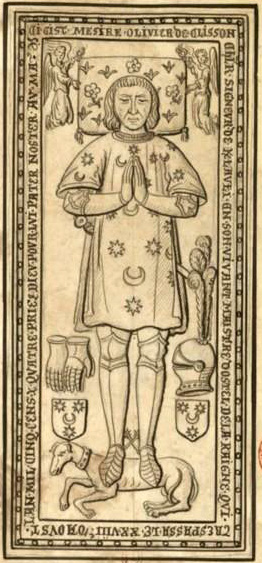
Gisant d'Olivier Clisson relevé par Gaignières.
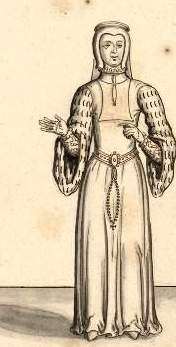
Gisant de Françoise de Hérisson, idem.

## Filiation et dépendances
Perseigne est fille de l'abbaye de Cîteaux.

## Liste des abbés
- Érard (1145-1188)
- Adam Herard (1188-1221)[14]